# Chris Vorpahl
Chris Andrea Vorpahl Villablanca (4 de outubro de 1990) é uma ex-voleibolista indoor e atualmente jogadora de voleibol de praia chilena.

## Carreira
A trajetória profissional deu-se no voleibol de quadra (indoor) e representou a seleção chilena adulta em 2007 e disputou o Campeonato Sul-Americano de 2007 nas cidades de Rancagua e Santiago e na juvenil que venceu  na categoria adulto o Torneio Internacional Iquique de 2008 e com o elenco juvenil disputou os Jogos de ALBA de 2009 sediado em Havana, mais tarde, disputo o Pré-Mundial realizado em Tortuguitas e no mesmo ano disputou o Campeonato Sul-Americano em Porto Alegre.
Em 2009, atuava pela Universidad Católica conquistando seu primeiro título da Liga A1 Chilena, e foi bicampeã da Liga A1 Chilena em 2010, nas temporadas seguintes, transferiu-se para o Boston College, e na temporada de 2011-12, conquistando o Súper 4 Nacional, obtendo o seu tricampeonato na Liga A1 de 2012 e o tetracampeonato na Liga A1 de 2013e a inédita medalha de bronze no Campeonato Sul-Americano de Clubes de 2013 sediado em Lima.
No vôlei de praia, iniciou a competir profissionalmente em 2011, na etapa de Aguas Blancas de Maitencillo do Circuito Chileno ao lado de Daniela Burgos, sendo campeãs, foram vice-campeãs da Copa Chile de 2011, etapa em Iquique, válida pelo circuito chileno de vôlei de praia. Em 2011, também competiu no vôlei de quadra, esteve na seleção chilena que disputou a Copa Pan-Americana nas cidades de Ciudad Juárez e Chihuahua e finaliza na décima segunda posição.
Em 2012, inicia no vôlei de praia ao lado de Carolina Piña Cerda na correspondente temporada do Circuito Sul-Americano, conquistando o titulo da etapa de Viña del Mar; no âmbito nacional, foram terceiras colocadas na etapa de Iloca do circuito nacional de 2013, venceram a etapa de San Sebastán. Na quadra, retorna ao Boston College e conquista o título da Liga A1 Chilena
Em 2014, ao lado de Carolina Piña Cerda, representou o Boston College no vôlei de praia e terminaram com vice-campeonato em Viña del Mar. Na quadra fez parte da equipe montada para disputar o Campeonato Sul-Americano de Clubes de 2014 sediado em Osasco, ou seja, pelo  Club ADO do Chile  e terminou na quinta posição, neste mesmo ano competiu pela seleção chilena na edição dos Jogos Sul-Americanos de 2014  realizados em Santiago e obteve a inédita medalha de prata; ainda pelo Boston College  obteve na quadra seu pentacampeonato da Liga A1 Chilena.
Em 2015, atuou pelo Boston College na conquista do seu hexacampeonato nacional na Liga A1 Chilena e premiada como a melhor jogadora. Transferiu-se para o C.A Villa Dora da disputar a Liga A1 Argentina de 2015-16 e conquistou o título e foi medalhista de bronze na edição do Campeonato Sul-Americano de Clubes de 2016 sediado em La Plata.
Na temporada de 2016, no vôlei de quadra, defendeu a seleção nacional no Pré-Olímpico- América do Sul. Em, 2017, retorna a competir no vôlei de praia, formando dupla com a brasileira naturalizada chilena, Fabiane Aires, e disputara o Circuito Sul-Americano de Vôlei de Praia em 2017 terminando na nona posição na etapa de Coquimbo.
No período de 2018-19, transfere-se para o voleibol cipriota, atuando pelo Pafiakos Volleyball Club alcançou o terceiro lugar na Copa do Chipre e sexto lugar no Campeonato Cipriota. Em 2020, retoma as competições do vôlei de praia no Circuito Sul-Americano e ao lado de Francisca Rivas Zapata foram semifinalistas na etapa de Coquimbo, também  estrearam no Circuito Mundial no Aberto de Vilnius e conquistaram a inédita medalha de bronze. Em 2021, disputaram a Continental Cup em Assunção e terminaram em segundo lugar, também disputaram o Finals da CSV referente a temporada 2019-20 em Santiago e conquistaram o título.
Em 2022, esteve com Francisca Rivas Zapata no Circuito Sul-Americano, sendo vice-campeãs em Montevidéu,  obtendo os bronzes nas etapas de Viña del Mar e Mollendo, sendo medalhistas de bronze nos Jogos Sul-Americanos de Praia de 2022 em Assunção,  conquistaram a medalha de ouro no Jogos Bolivarianos em Valledupar;também disputaram o Campeonato Mundial de Vôlei de Praia de 2022, na cidade de Roma. Em 2023, disputaram etapas do circuito mundial, Challenge e Elite 16, conquistou o bronze no circuito sul-americano em Rancagua, Santiago e Malargüe, quarto lugar no de San Juan, sendo quarto colocadas no Finals da CSV em Uberlândia, depois, compete ao lado de Viviana Urretaviscaya no circuito sul-americano em Río Hondo e na edição dos Jogos Sul-Americanos de Praia em Santa Marta e finalizaram em quinto lugar, depois, retorna ao circuito sul-americano ao lado de María del Pilar e retoma a parceria com Francisca Rivas Zapata quando disputou edição do Campeonato Mundial de Vôlei de Praia de 2023 nas cidades mexicanas de Tlaxcala de Xicohténcatl,  Apizaco e Huamantla.

## Títulos e resultados
- Aberto de Vilnius do Circuito  Mundial de Vôlei de Praia de 2020
- Etapa de Viña del Mar do Circuito Sul-Americano de 2013
- Finals de Uberlândia do Circuito Sul-Americano de 2023
- Etapa de Montevidéu do Circuito Sul-Americano de 2022
- Etapa de San Juan do Circuito Sul-Americano de 2022
- Etapa de Mollendo do Circuito Sul-Americano de 2022
- Etapa de Viña del Mar do Circuito Sul-Americano de 2022
- Etapa de San Sebastián do Circuito Chile de 2013
- Etapa Aguas Blancas de Maitencillo do Circuito Chileno 2011
- Etapa de Viña del Mar do Circuito Chile de 2014
- Copa Chile de 2011
- Etapa de Iloca do Circuito Chile de 2013

## Títulos (indoor)
- Liga A1 Chilena:2009,2010,2012,2013,2014,2015
- Súper 4 Nacional:2011
- Copa do Chipre:2018-19

## Premiações individuais
- MVP da Liga A1 Chilena de 2015